# Уилан, Энтони
Э́нтони Дже́рард Уи́лан (англ. Anthony Gerard Whelan; 23 ноября 1959, Дублин), также известный как Э́нто Уи́лан (англ. Anto Whelan) — ирландский футболист, защитник.

## Футбольная карьера
Уроженец Дублина, Уилан начал футбольную карьеру в команде «Сент-Джозеф Бойз» из Саллиноггина (пригорода Дублина), за которую выступал с восьми до восемнадцати лет. 9 сентября 1979 года дебютировал за «Богемиан» в Лиге Ирландии. В сезоне 1979/80 провёл за команду 25 матчей и забил 4 гола в чемпионате, а также сыграл два матча против «Спортинга» в Кубке УЕФА.
В августе 1980 года перешёл в английский клуб «Манчестер Юнайтед», который тогда возглавлял Дейв Секстон, за 30 тысяч фунтов. 29 ноября 1980 года провёл свой единственный официальный матч за «Манчестер Юнайтед»: это была игра Первого дивизиона против «Саутгемптона» на стадионе «Олд Траффорд», в которой Уилан вышел на замену Кевину Морану. После увольнения Секстона (при котором Уилан часто попадал в заявку на матчи первой команды, хотя и не выходил на поле) и прихода Рона Аткинсона ирландец перестал считаться игроком основного состава «Юнайтед». В июне 1983 года Уилан покинул «Манчестер Юнайтед», став игроком ирландского клуба «Шемрок Роверс».
В составе «Шемрок Роверс» провёл один сезон 1983/84 и помог команде выиграть чемпионский титул. В сезоне 1985/86 играл за «Корк Сити», но в 1986 году вернулся в «Шемрок Роверс». Сыграл за команду в Кубке европейских чемпионов. Всего за клуб провёл 44 игры.
В сезоне 1987/88 выступал за «Брей Уондерерс». С 1988 по 1994 год выступал за «Шелбурн», где был капитаном, помог команде выиграть чемпионат и Кубок Ирландии.
С 1994 по 1996 год выступал за «Дандолк», в составе которого также выиграл чемпионат в сезоне 1994/95.
В сезоне 1996/97 был играющим тренером в клубе «Дроэда Юнайтед». Помог команде выйти в высший дивизион. Уже в следующем сезоне стал игроком «Брей Уондерерс», где и завершил карьеру в 1998 году.
В 1981 году провёл один матч за сборную Ирландии до 21 года. Также сыграл за сборную Футбольной лиги Ирландии.

## Достижения
«Богемиан»
- Обладатель Большого кубка Ленстера: 1979/80

«Шемрок Роверс»
- Чемпион Ирландии: 1983/84
- Обладатель Кубка Дублина: 1983/84

«Шелбурн»
- Чемпион Ирландии: 1991/92
- Обладатель Кубка Ирландии (ФАИ): 1992/93

«Дандолк»
- Чемпион Ирландии: 1994/95